# Llac de Thun
El llac Thun (en alemany Thunersee) és un llac situat al cantó de Berna a Suïssa, al nord dels Alps.
Fa 17,5 km de llargada i 3,5 d'amplada màxima. Ocupa una àrea de 48,3 km². La profunditat arriba a 217 m i pot emmagatzemar fins a 6,5 km³ d'aigua. El nom prové de la ciutat de Thun situada a la riba del llac.
El llac Thun es troba a una altitud de 558 m sobre el nivell del mar i té una conca de 2.500 km². Aquesta conca tan extensa i les pluges ocasionalment intenses són la causa de les inundacions que es produeixen amb certa freqüència. El riu Aar que drena el llac Thun té una capacitat limitada de desguàs.
El llac és alimentat per l'aigua del llac de Brienz, des del sud-oest, que resta 6 m per sobre el nivell de Thun. El Thun s'originà després de la darrera glaciació i formava part del llac Brienz.
La pesca és prou important per donar feina a un grapat de pescadors professionals. El 2001 les captures totals foren de 53.000 kg. Des del 1835 vaixells de passatgers operen al llac.